# Presidenti della Provincia di Avellino
Elenco dei presidenti dell'amministrazione provinciale di Avellino.

## Regno d'Italia (1861-1946)

### Presidenti del Consiglio provinciale (1861-1926)
- Giuseppe De Jorio (1862-1863)
- Serafino Soldi (1863-1866)
- Giuseppe Rega (1866-1867)
- Michele Capozzi (1867-1868)
- Giuseppe Tozzoli (1868-1869)
- Michele Capozzi (1869-1870)
- Giuseppe Rega (1870-1871)
- Michele Capozzi (1871-1873)
- Michele Pironti (1873-1876)
- Pasquale Stanislao Mancini (1876-1888)
- Michele Capozzi (1889-1908)
- Francesco Tedesco (1908-?)

### Presidenti della Deputazione provinciale (1889-1926)
| Nº | Nº | Ritratto | Nome              | Mandato | Mandato | Partito |
| Nº | Nº | Ritratto | Nome              | Inizio  | Fine    | Partito |
| -- | -- | -------- | ----------------- | ------- | ------- | ------- |
| 1  |    |          | Giuseppe Rega     | 1889    | 1890    | ?       |
| 2  |    |          | Pompilio Barra    | 1891    | 1892    | ?       |
| 3  |    |          | Onofrio Trione    | 1893    | 1916    | ?       |
| 4  |    |          | Francesco Tozzoli | 1917    | ?       | ?       |

## Italia repubblicana (dal 1946)

### Presidenti della Provincia (dal 1951)

#### Eletti dal Consiglio provinciale (1951-1995)
| Nº | Nº | Ritratto | Nome                                        | Mandato           | Mandato           | Partito                                 |
| Nº | Nº | Ritratto | Nome                                        | Inizio            | Fine              | Partito                                 |
| -- | -- | -------- | ------------------------------------------- | ----------------- | ----------------- | --------------------------------------- |
|    |    |          | Vincenzo Barra                              | 5 luglio 1952     | 6 agosto 1961     | Democrazia Cristiana                    |
|    |    |          | Angelo Scalpati                             | 1961              | 1964              | Democrazia Cristiana                    |
|    |    |          | Raffaele Ingrisano                          | 1965              | 1966              | Democrazia Cristiana                    |
|    |    |          | Giovanni Clemente                           | 1966              | 1970              | Democrazia Cristiana                    |
|    |    |          | Giuseppe Gargani                            | 15 settembre 1970 | 16 febbraio 1972  | Democrazia Cristiana                    |
|    |    |          | Antonio Cocozza                             | 16 febbraio 1972  | 30 settembre 1972 | Democrazia Cristiana                    |
|    |    |          | Giuseppe Basile (Commissario prefettizio)   | 30 settembre 1972 | 26 febbraio 1973  | —                                       |
|    |    |          | Fedele Gizzi                                | 26 febbraio 1973  | 3 maggio 1973     | Democrazia Cristiana                    |
|    |    |          | Raffaele Sbrescia (Commissario prefettizio) | 3 maggio 1973     | 30 gennaio 1975   | —                                       |
|    |    |          | Ciriaco Cardillo                            | 30 gennaio 1975   | novembre 1975     | Democrazia Cristiana                    |
|    |    |          | Antonio Cocozza                             | novembre 1975     | 11 ottobre 1976   | Democrazia Cristiana                    |
|    |    |          | Michele Giannattasio                        | 11 ottobre 1976   | febbraio 1978     | Partito Socialista Italiano             |
|    |    |          | Angelo Di Stasio                            | febbraio 1978     | giugno 1978       | Democrazia Cristiana                    |
|    |    |          | Ciriaco Cardillo                            | giugno 1978       | 13 agosto 1980    | Democrazia Cristiana                    |
|    |    |          | Silvestre Petrillo                          | 13 agosto 1980    | 15 settembre 1980 | Partito Socialista Democratico Italiano |
|    |    |          | ?                                           | ?                 | ?                 |                                         |
|    |    |          | Silvestre Petrillo                          | novembre 1981     | 1985              | Partito Socialista Democratico Italiano |
|    |    |          | Giacomo Carpenito                           | 1985              | 20 maggio 1987    | Partito Socialista Italiano             |
|    |    |          | Francesco Iapicca                           | 20 maggio 1987    | 11 marzo 1988     | Partito Socialista Democratico Italiano |
|    |    |          | Benito Sepe                                 | 11 marzo 1988     | 18 luglio 1990    | Partito Socialista Italiano             |
|    |    |          | Carmine Ragano                              | 18 luglio 1990    | 8 agosto 1992     | Partito Socialista Italiano             |
|    |    |          | Valerio Capone                              | 8 agosto 1992     | 10 maggio 1993    | Partito Socialista Italiano             |
|    |    |          | Rosa Anna Maria Repole                      | 30 giugno 1993    | 24 aprile 1995    | Democrazia Cristiana                    |

#### Eletti direttamente dai cittadini (1995-2014)
| Nº | Nº | Ritratto | Nome                                         | Mandato          | Mandato          | Partito                                     | Elezione |
| Nº | Nº | Ritratto | Nome                                         | Inizio           | Fine             | Partito                                     | Elezione |
| -- | -- | -------- | -------------------------------------------- | ---------------- | ---------------- | ------------------------------------------- | -------- |
|    |    |          | Luigi Anzalone                               | 8 maggio 1995    | 28 giugno 1999   | Partito Democratico della Sinistra          | 1995     |
|    |    |          | Francesco Maselli                            | 28 giugno 1999   | 14 giugno 2004   | Indipendente di centro-sinistra             | 1999     |
|    |    |          | Alberta De Simone                            | 14 giugno 2004   | 8 luglio 2008    | Democratici di Sinistra Partito Democratico | 2004     |
|    |    |          | Vincenzo Madonna (Commissario prefettizio)   | 8 luglio 2008    | 8 giugno 2009    | —                                           | —        |
|    |    |          | Cosimo Sibilia                               | 8 giugno 2009    | 12 febbraio 2013 | Il Popolo della Libertà                     | 2009     |
|    |    |          | Raffaele Coppola (Commissario straordinario) | 12 febbraio 2013 | 11 ottobre 2014  | —                                           | —        |

#### Eletti dai sindaci e consiglieri della provincia (dal 2014)
| Nº | Ritratto | Ritratto | Nome                | Mandato          | Mandato          | Partito                       | Elezione |
| Nº | Ritratto | Ritratto | Nome                | Inizio           | Fine             | Partito                       | Elezione |
| -- | -------- | -------- | ------------------- | ---------------- | ---------------- | ----------------------------- | -------- |
|    |          |          | Domenico Gambacorta | 11 ottobre 2014  | 31 ottobre 2018  | Forza Italia                  | 2014     |
|    |          |          | Domenico Biancardi  | 31 ottobre 2018  | 19 dicembre 2021 | Indipendente di centro-destra | 2018     |
|    |          |          | Rizieri Buonopane   | 19 dicembre 2021 | in carica        | Partito Democratico           | 2021     |